# Maite Fruitós Alivés
Maite Fruitós Alivés (Sabadell, Vallès Occidental, 1961) és una professora de taitxí i txikung catalana.
Exerceix de mestra de taitxí i txikung a diversos centres, com el Centre Cívic de Sant Oleguer, al gimnast Punt Centre Fitness i al Club de Tennis Sabadell. Te formació de monitora de taitxí per la Federación Madrileña de Lucha i el Consejo Superior de Deportes (1997), i a més, és instructora de taitxí, cinturó negre segon dan per l'Asociación Española de Wu-Shu (2011). En el seu palmarès destaquen dos primers llocs al Campionat de Catalunya de kungfu i de taitxí, estil txen, representant l'Instituto Wu Shu San Chai de Barcelona (2001, 2002). El 2011 va viatjar a la Xina per tal d'explorar, durant un mes i mig, els parcs i places de les ciutats i poder empapar-se de la cultura popular del tai-txí en el seu país d'origen.